# Beigenstein
Der Beigenstein ist ein 1518 m ü. NHN hoher Berg in der Benediktenwandgruppe. Der Berg befindet sich in der oberbayerischen Gemeinde Lenggries (Landkreis Bad Tölz-Wolfratshausen).
Der Beigenstein bildet dabei das Ende eines, dem Hauptkamm der Benediktenwandgruppe vorgelagerten Seitengrates. Der Gipfel erhebt sich über der Vorderen Krottenalm und fällt zu dieser steil ab. Im Norden befindet sich die Feichteckwand. Südlich unterhalb verläuft das Schwarzenbachtal.
Der Beigenstein kann als einfache Bergtour mit kurzem weglosen Anteil erreicht werden.